# Киликийский полуостров
Килики́йский полуо́стров — полуостров в Турции, в южной части Малой Азии. Вдаётся в Средиземное море почти на 100 км между Мерсинским заливом и заливом Анталья.
Территория полуострова занята нагорьем Ташели и южными отрогами Таврских гор. Максимальная высота — 2257 м. Встречаются проявления карста. В приморской полосе произрастает маквис, выше — широколиственные и хвойные леса.